# BEP Empire/Get Original
"BEP Empire/Get Original" dvije su hip hop pjesme američkog sastava Black Eyed Peas. Objavljene su kao njihov prvi singl s albuma Bridging the Gap 14. veljače 2000. u izdanju Interscope Recordsa.

## Videospotovi

### BEP Empire
Tema videa je reklama za zamišljeni "Hip Hop Set".

### Get Original
Radnja videa smještena je u praznom kanjonu u kojem Black Eyed Peasi pjevaju i plešu breakdance.

## Popis pjesama
Vinilni singl
Strana A
1. "BEP Empire" (radijska verzija)
2. "BEP Empire" (albumska verzija)
3. "BEP Empire" (instrumentalno)

Strana B
1. "Get Original" (radijska verzija)
2. "Get Original" (albumska verzija)
3. "Get Original" (instrumentalno)